# Enrique González Duro
Enrique González Duro (La Guàrdia de Jaén, 1939) és un psiquiatre, professor universitari, historiador i escriptor espanyol.

## Biografia
Ha treballat durant més de 30 anys en el sistema públic de salut, havent estat un dels líders del moviment antiinstitucional dels anys 1970. Aquest moviment, que manté certs punts de contacte amb l'antipsiquiatria, posava en dubte les tècniques de la psiquiatria tradicional, proposant alternatives tant de tipus teòric com pràctic. González Duro va engegar l'any 1973 el primer hospital de dia d'Espanya. El 1981 es va fer càrrec de la reforma psiquiàtrica de la província de Jaén. Actualment treballa a l'Hospital Gregorio Marañón de Madrid, col·laborant també habitualment en premsa, ràdio i televisió.
Els seus interessos literaris són molt diversos, encara que es troben vinculats d'una o una altra forma a la seva professió. Abasten des dels temes estrictament científics —La paranoia, Historia de la psiquiatría—, als temes d'actualitat —El miedo en la posguerra, El riesgo de vivir: las nuevas adicciones del siglo XXI. S'ha especialitzat en la biografia psicològica de personatges històrics —Felipe González, Juan Ramón Jiménez, Francisco Franco, etc.—, faceta en la qual destaca per la seva amenitat, agudesa i un respecte escrupolós a la veritat històrica.

## Obra publicada
- La asistencia psiquiátrica en España (1975. Ed. M. Fernández y Cía)
- Represión sexual, dominación social (1976. Ed. Akal)
- Psiquiatría y sociedad autoritaria (1978. Ed. Akal)
- Distancia a la locura: teoría y práctica del Hospital de Día (1982. Ed. Fundamentos)
- Historia de la psiquiatría (1987. Ed. Libertarias-Prodhufi)
- Memoria de un manicomio (1992. Ed. Libertarias-Prodhufi)
- Las neurosis del ama de casa (1990. Ed. Univ. Complutense de Madrid)
- La paranoia (1991. Ed. Temas de Hoy)
- Biografía psicológica de Felipe González (1996. Ed. Temas de Hoy)
- La máscara de los poderosos (1999. Ed. Libertarias-Prodhufi)
- Mujeres separadas (1999. Talasa Ediciones)
- Franco, una biografía psicológica (2000. Ed. Temas de Hoy)
- Biografía interior de Juan Ramón Jiménez (2002. Ed. Libertarias-Prodhufi)
- El miedo en la posguerra (2003. Ed. Oberón)
- Demonios en el convento (2004. Ed. Oberón)
- El riesgo de vivir: las nuevas adicciones del siglo XXI (2005. Ed. Temas de Hoy)
- La sombra del general (2005. Ed. Debate)
- Fernando VII: el rey Felón (2006. Ed. Oberón)
- Biografía del miedo (2007. Ed. Debate)
- Los psiquiatras de Franco: Los rojos no estaban locos (2008, Ed. Península)
- Polanco: el señor de El País (2011, Ed. Península)
- Las rapadas: el franquismo contra la mujer (2012, Ed. Siglo XXI)
- Leopoldo María Panero. Locura familiar (2018)[3]